# Alfred Fister
Alfred Fister (* 3. November 1928 in Klagenfurt; † 24. Oktober 2014 in Wolfsberg) war ein österreichischer Politiker (SPÖ) und Sonderschuldirektor. Fister war von 1979 bis 1990 Abgeordneter zum österreichischen Nationalrat.

## Leben
Fister besuchte nach der Pflichtschule die Lehrerbildungsanstalt in Klagenfurt und legte 1949 die Matura ab. Danach absolvierte er eine Ausbildung zum Sonderschul- und Sprachheillehrer in Wien. Fister arbeitete von 1949 bis 1952 als Volksschullehrer in Wolfsberg und war danach von 1952 bis 1969 Klassenlehrer von angeschlossenen Sonderschulklassen. 1969 wurde er Leiter einer Zentrumssonderschule. Fister wurde zum Oberschulrat ernannt.
Fister engagierte sich in der Lokalpolitik und war ab 1954 Gemeinderat in Wolfsberg sowie von 1960 bis 1979 Mitglied des Stadtrates. Zwischen 1971 und 1973 übte er das Amt des Dritten Vizebürgermeisters aus, danach war er zwischen 1973 und 1979 Erster Vizebürgermeister der Stadt Wolfsberg. Zudem hatte Fister die Funktion des Fraktionsobmanns der sozialistischen Fraktion im Kollegium des Landesschulrates von Kärnten inne, war Stadtparteiobmann-Stellvertreter der SPÖ Wolfsberg sowie Obmann des Bezirksverbandes Wolfsberg. Er hatte zudem Funktionen in der Landes-Schulpolitischen-Arbeitsgemeinschaft Kärnten und im Bezirksausschusses des Sozialistischen Lehrervereines Österreichs inne und vertrat die SPÖ vom 11. Dezember 1979 bis zum 4. November 1990 im Nationalrat.

## Auszeichnungen
- 1987: Großes Silbernes Ehrenzeichen für Verdienste um die Republik Österreich[1]